# Ischnura cervula
Ischnura cervula là một loài chuồn chuồn kim trong họ Coenagrionidae.
Ischnura cervula được Selys miêu tả khoa học năm 1876.

## Hình ảnh

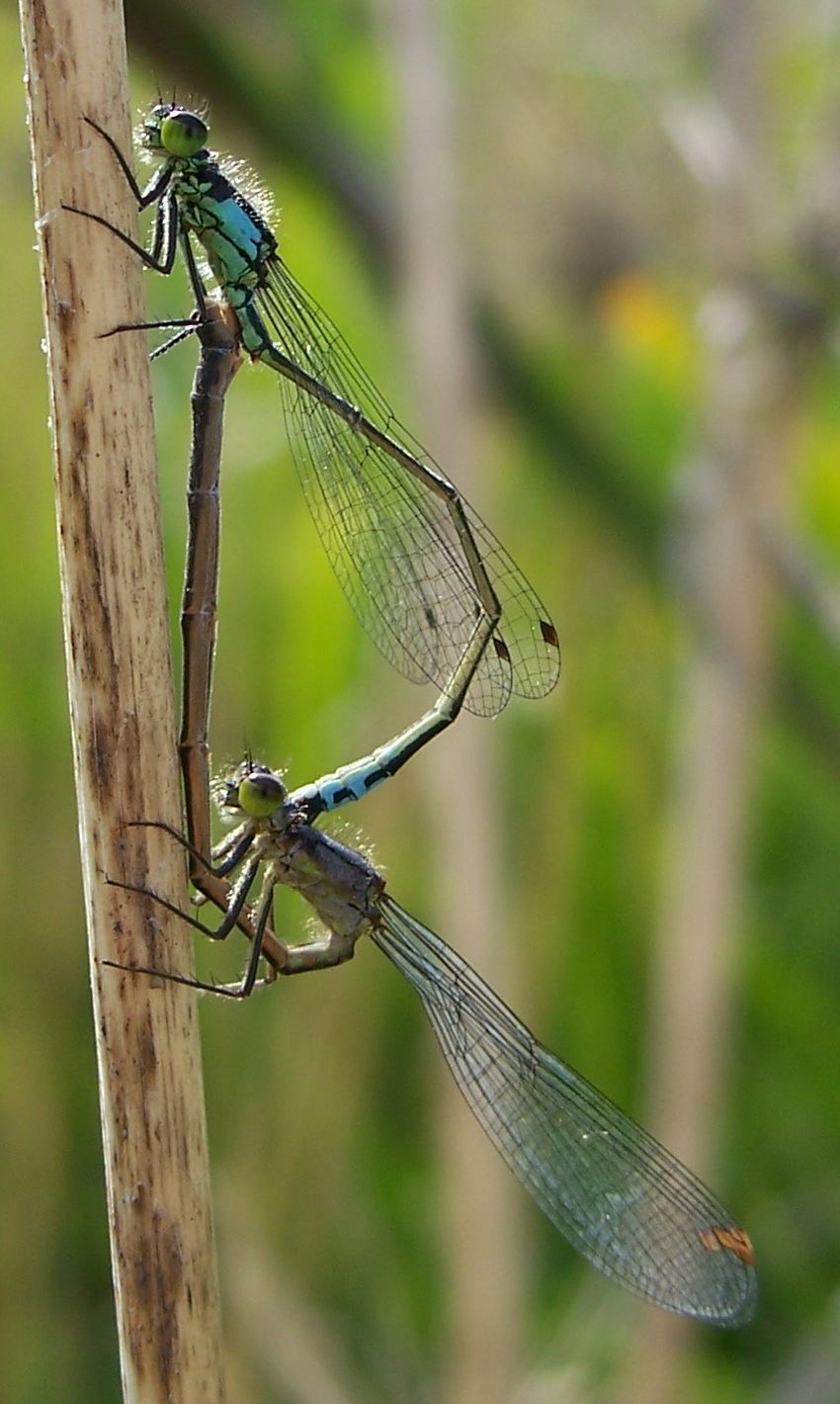
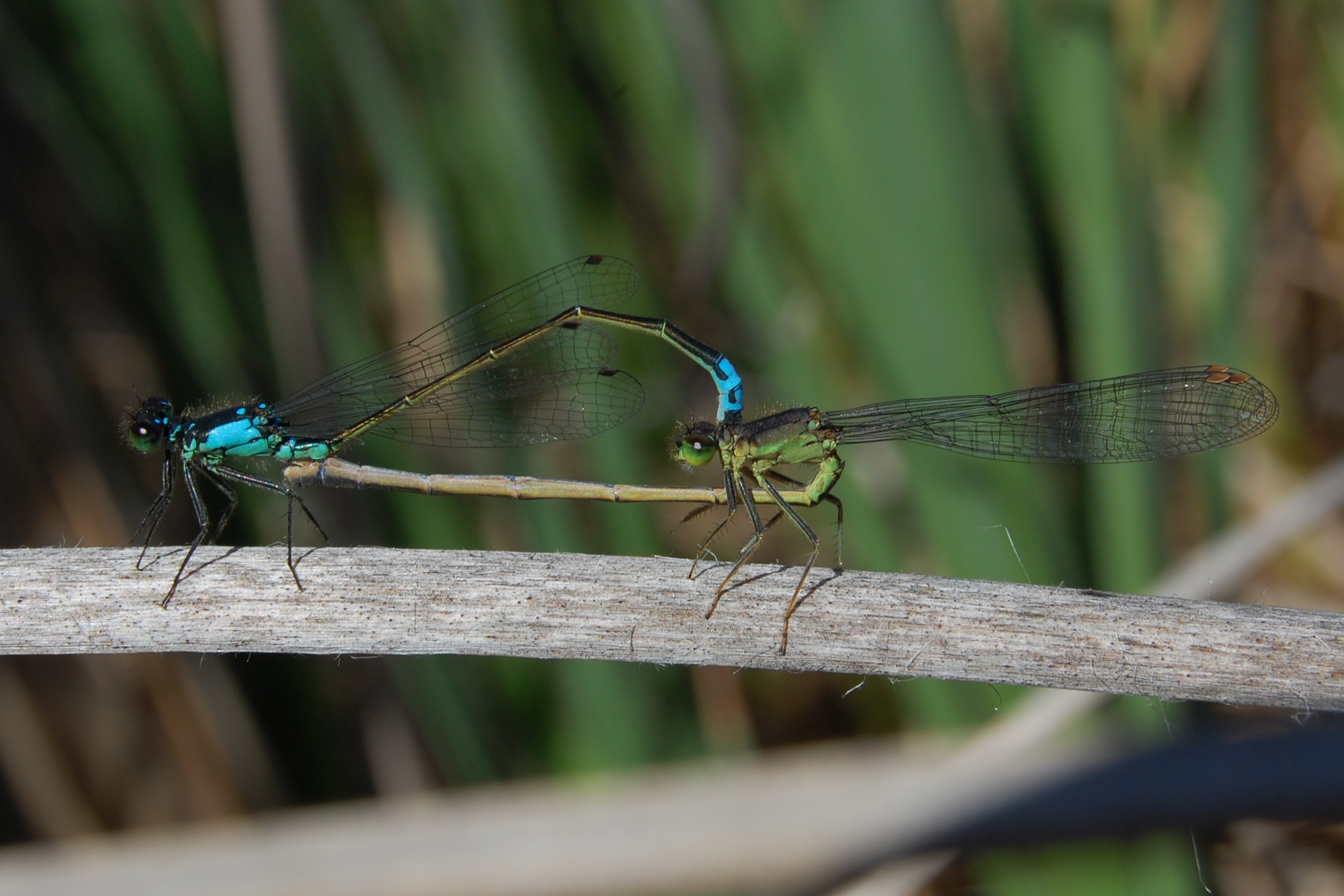
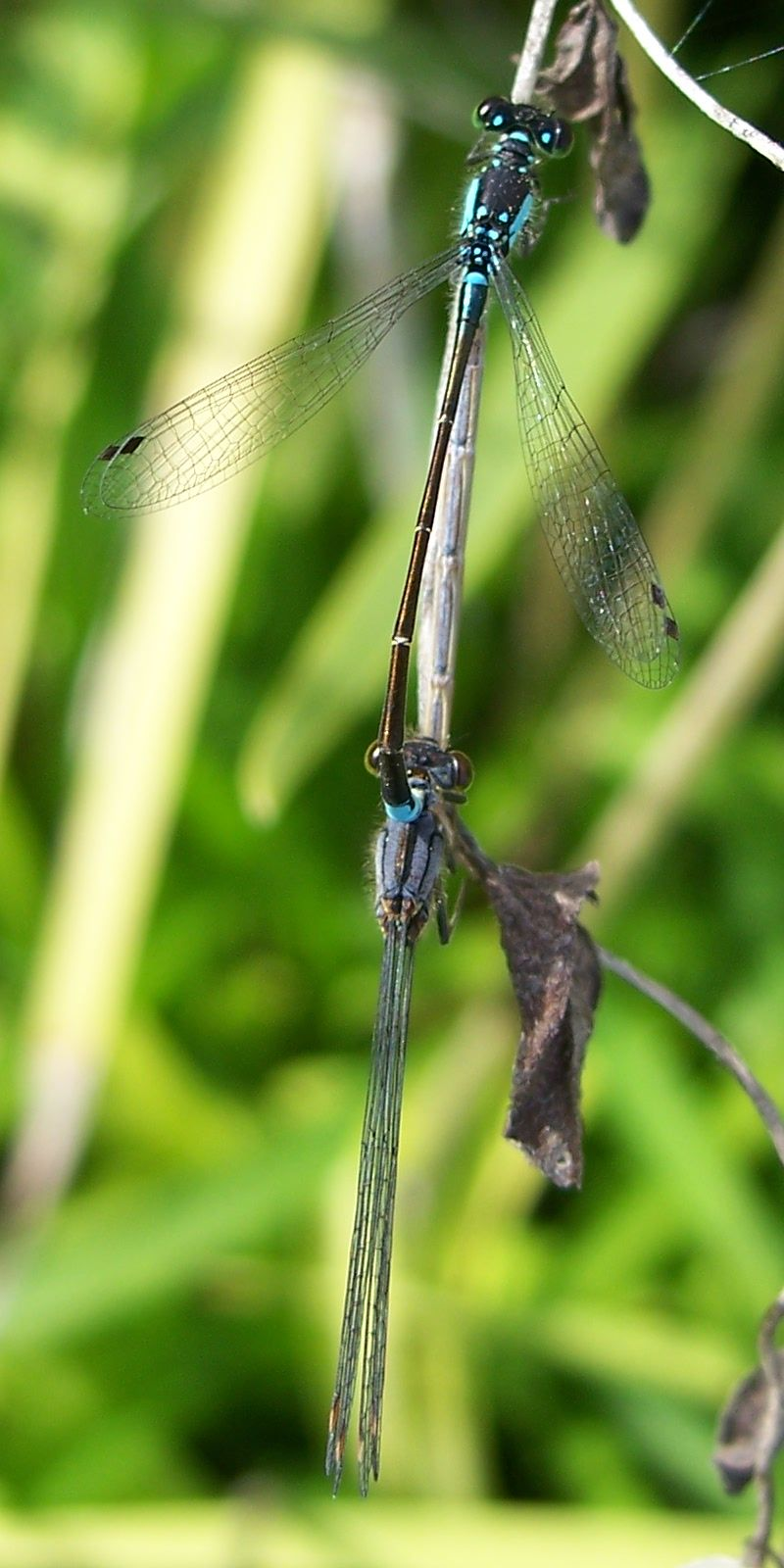
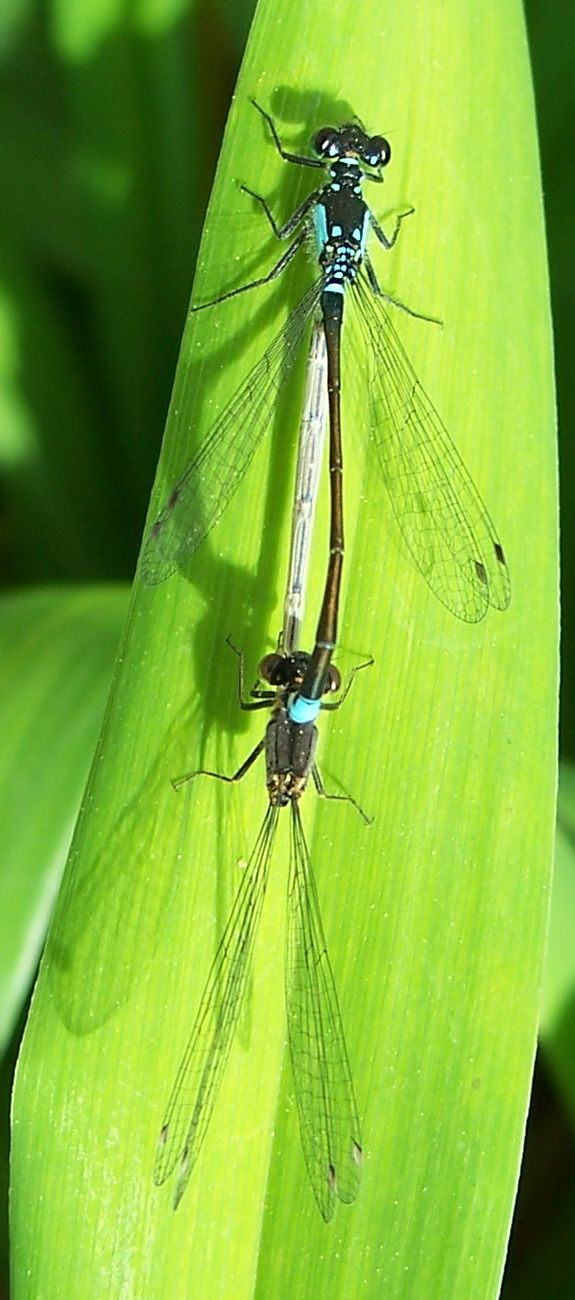